# 准噶尔麻蜥
准噶尔麻蜥（学名：Eremias dzungarica）一种分布于蒙古国西部、哈萨克斯坦东部及中华人民共和国新疆维吾尔自治区阿勒泰地区等地的爬行动物，隶属于蜥蜴科麻蜥属。其种加词“dzungarica”意为“准噶尔的”。
本种是研究人员通过DNA条形码数据来解析密点-荒漠麻蜥复合体（Eremias multiocellata-przewalskii species complex）种群遗传分化和系统发育关系而界定的新物种。

## 保护
本种于2023年被收录入《有重要生态、科学、社会价值的陆生野生动物名录》。